# Пуле сир
Пуле сир или магарећи сир је српски сир који се прави од 60% балканског магарећег млека и 40% козјег млека.
Сир се производи у резервату природе Засавица.
Пуле је "најскупљи сир на свету", који кошта 1300 долара по килограму. Толико је скуп због своје тешкоће у производњи и своје реткости: има само око 100 домаћих магараца у земљи балканских магараца који се музу за прављење пуле сира и потребно је 25 литара млека за стварање једног килограма сира.